# Michaił Sołowjow
Michaił Matwiejewicz Sołowjow (ur. 27 października?/8 listopada 1896 w stanicy Czamłyckiej w oddziale łabińskim w obwodzie kubańskim, zm. ?) – funkcjonariusz radzieckich organów bezpieczeństwa, jeden z wykonawców zbrodni katyńskiej.
Pochodził z ubogiej rosyjskiej rodziny chłopskiej (ojciec zginął w 1915 na froncie I wojny światowej), miał wykształcenie podstawowe. Od 1918 w organach Czeki, wiosną 1940 uczestniczył w masowym mordzie na polskich jeńcach z obozu w Kozielsku, za co 26 października 1940 ludowy komisarz spraw wewnętrznych ZSRR Ławrientij Beria przyznał mu nagrodę pieniężną. W 1951 pracownik Zarządu MGB obwodu smoleńskiego, w 1968 mieszkał w Smoleńsku.

## Odznaczenia
- Order Lenina (6 listopada 1946)
- Order Czerwonego Sztandaru (dwukrotnie - 30 kwietnia 1946 i 24 listopada 1950)
- Medal „Za zasługi bojowe” (21 czerwca 1968)